# Leichtathletik-Weltmeisterschaften der Behinderten 2013/Teilnehmer (Deutschland)
| stlisierte Goldmedaille | stlisierte Silbermedaille | stlisierte Bronzemedaille |
| ----------------------- | ------------------------- | ------------------------- |
| 10                      | 9                         | 9                         |

Vom Deutschen Behindertensportverband (DBS), dem Nationalen Paralympischen Komitee (NPC) für Deutschland, wurden zunächst 26 Athleten und Athletinnen (12 Frauen und 14 Männer) sowie der Begleitläufer Tobias Schneider für die Leichtathletik-Weltmeisterschaften der Behinderten 2013 nominiert.
Als Funktionsteam waren Willi Gernemann (Bundestrainer), Karl-Heinz Düe, Sandra Heinichen, Marko Herold, Rolf Kaiser, Thomas Kipping, Steffi Nerius, Ulrich Niepoth, Ralf Paulo, Marion Peters, Marion Peters, Evi Raubuch, Petra Ritter, Bernd Scheermesser, Christian Wischer, Stephanie Klein und Tobias Schneider vorgesehen.

## Ergebnisse

### Frauen

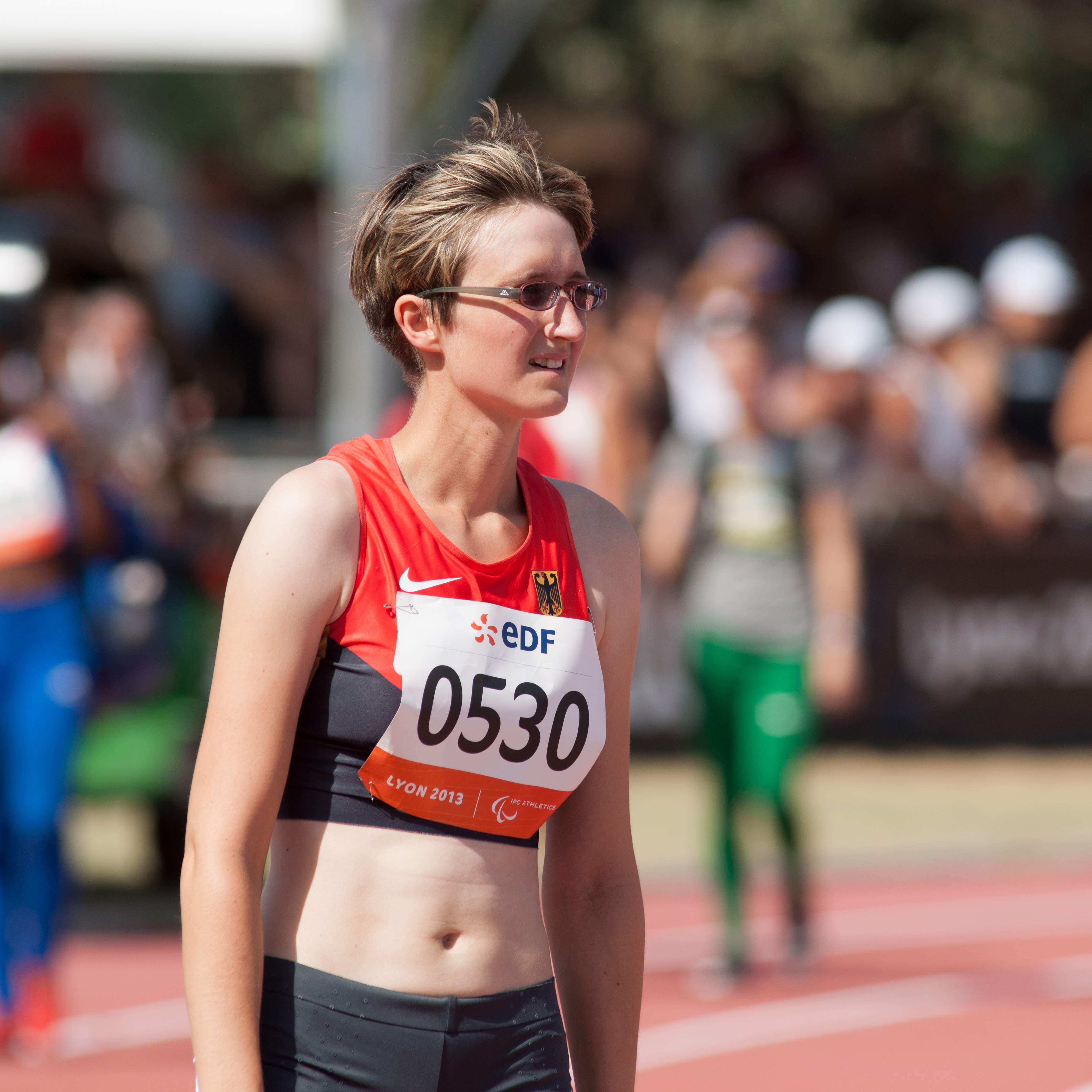
Claudia Nicoleitzik 2013 bei den Weltmeisterschaften in Lyon

| Athletinnen             | Wettbewerb            | Vorlauf / Vorkampf | Vorlauf / Vorkampf | Halbfinale   | Halbfinale | Finale       | Finale |
| Athletinnen             | Wettbewerb            | Zeit / Weite       | Rang               | Zeit / Weite | Rang       | Zeit / Weite | Rang   |
| ----------------------- | --------------------- | ------------------ | ------------------ | ------------ | ---------- | ------------ | ------ |
| Claudia Nicoleitzik     | 100 m T36             | –                  | –                  | –            | –          | 15,48 s      |        |
| Maria Seifert           | 100 m T37             | –                  | –                  | 14,32 s      | 1          | 14,30 s      |        |
| Vanessa Low             | 100 m T42             | –                  | –                  | –            | –          | 17,18 s SB   |        |
| Jana Schmidt            | 100 m T42             | –                  | –                  | –            | –          | 16,24 s SB   |        |
| Claudia Nicoleitzik     | 200 m T36             | –                  | –                  | –            | –          | 31,69 s SB   |        |
| Maria Seifert           | 200 m T37             | –                  | –                  | 30,26 s SB   | 4          | 29,95 s SB   | 6      |
| Katrin Müller-Rottgardt | Weitsprung T12        | –                  | –                  | –            | –          | 5,03 m SB    | 7      |
| Vanessa Low             | Weitsprung T42        | –                  | –                  | –            | –          | 3,85 m SB    |        |
| Jana Schmidt            | Weitsprung T42        | –                  | –                  | –            | –          | 3,87 m       |        |
| Marie Brämer-Skowronek  | Kugelstoßen F32/33/34 | –                  | –                  | –            | –          | 6,90 m       | 11     |
| Frances Herrmann        | Kugelstoßen F32/33/34 | –                  | –                  | –            | –          | 7,58 m SB    | 8      |
| Birgit Kober            | Kugelstoßen F32/33/34 | –                  | –                  | –            | –          | 9,92 m CR    |        |
| Anett Jelitte           | Kugelstoßen F42/44    | –                  | –                  | –            | –          | 8,60 m       | 4      |
| Jana Schmidt            | Kugelstoßen F42/44    | –                  | –                  | –            | –          | 9,15 m       |        |
| Marianne Buggenhagen    | Kugelstoßen F55/56/57 | –                  | –                  | –            | –          | 7,70 m       |        |
| Martina Willing         | Kugelstoßen F55/56/57 | –                  | –                  | –            | –          | 9,03 m CR    |        |
| Ilke Wyludda            | Kugelstoßen F58       | –                  | –                  | –            | –          | 11,05 m PB   | 4      |
| Marianne Buggenhagen    | Diskuswurf F54/55/56  | –                  | –                  | –            | –          | 27,04 s SB   |        |
| Martina Willing         | Diskuswurf F54/55/56  | –                  | –                  | –            | –          | 24,23 m CR   |        |
| Ilke Wyludda            | Diskuswurf F57/58     | –                  | –                  | –            | –          | 29,91 m PB   | 9      |
| Marie Brämer-Skowronek  | Speerwurf F33/34      | –                  | –                  | –            | –          | 19,74 m      |        |
| Birgit Kober            | Speerwurf F33/34      | –                  | –                  | –            | –          | 27,45 m      |        |
| Frances Herrmann        | Speerwurf F33/34      | –                  | –                  | –            | –          | 18,40 m      | 6      |
| Martina Willing         | Speerwurf F54/55/56   | –                  | –                  | –            | –          | 21,17 m      | 5      |

### Männer

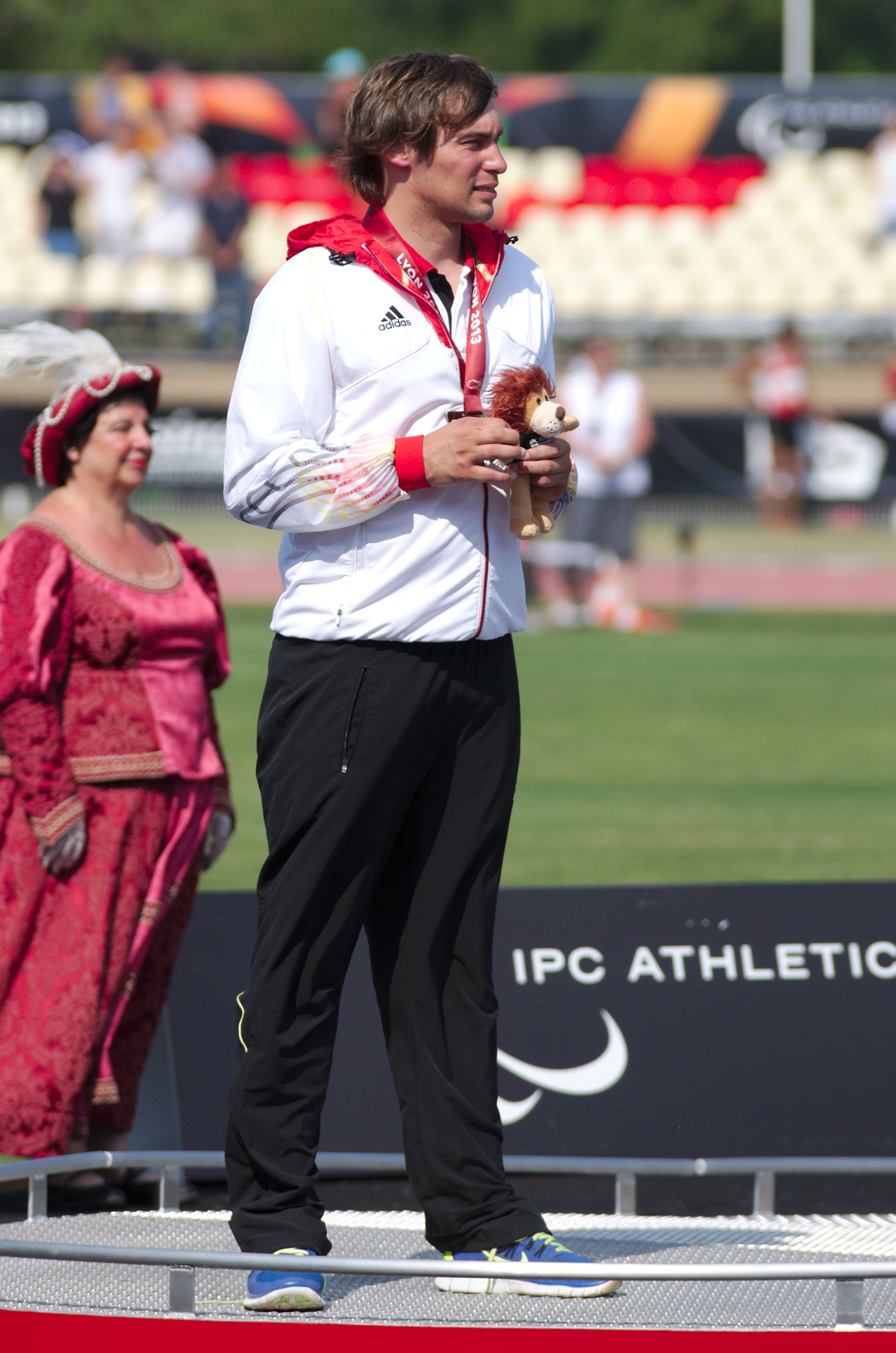
Sebastian Dietz 2013 in Lyon

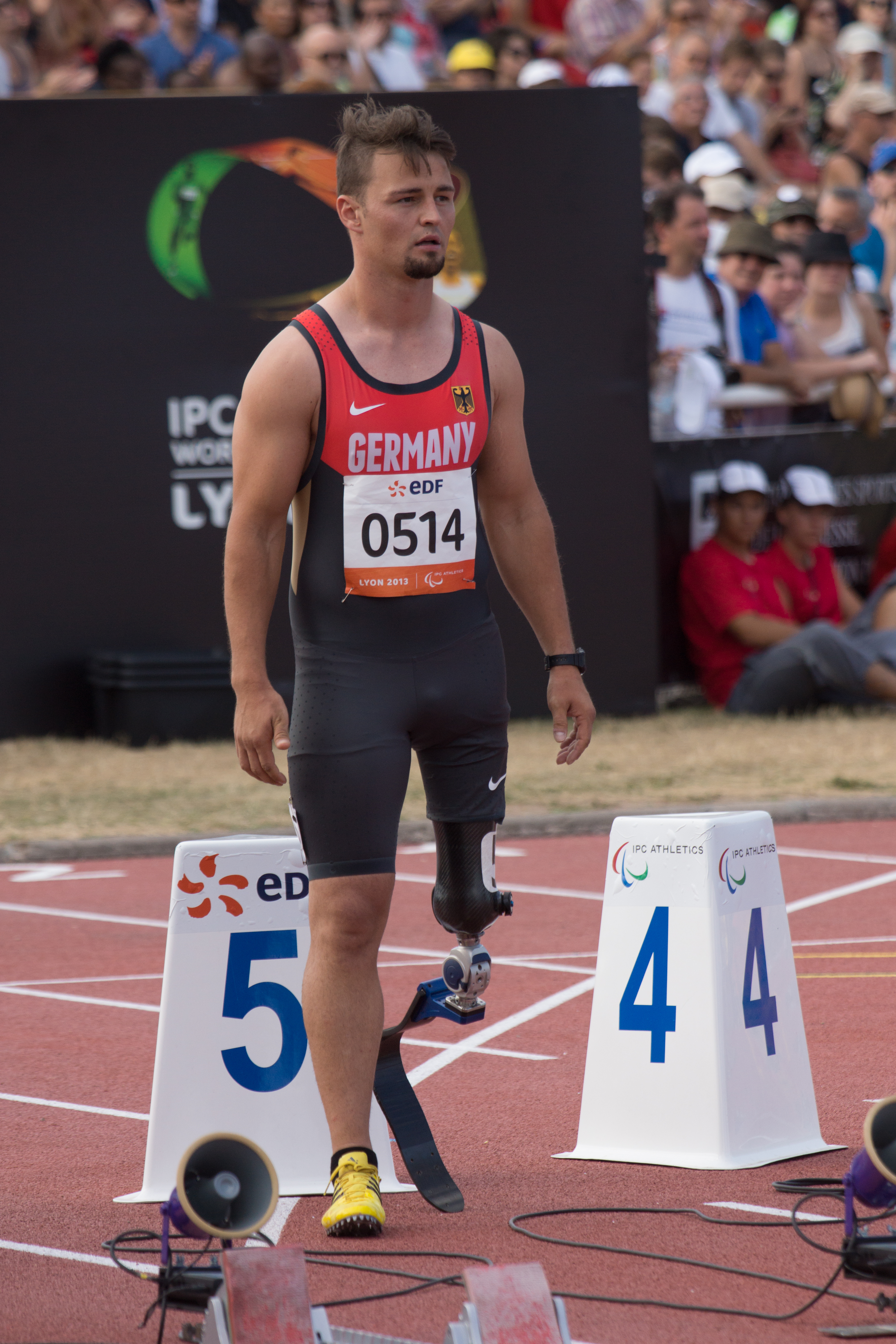
Heinrich Popow 2013 in Lyon

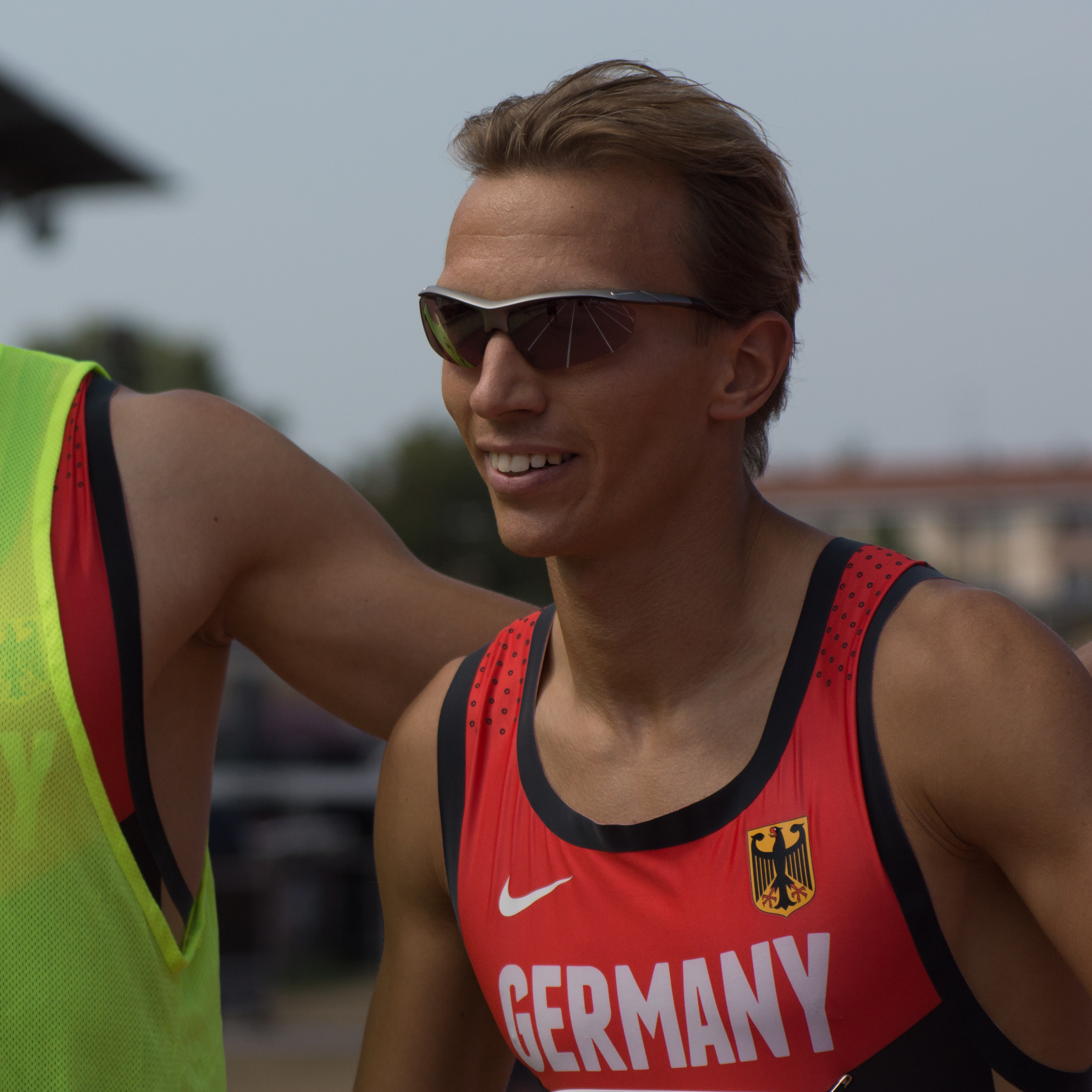
Thomas Ulbricht 2013 in Lyon

| Athleten                                | Wettbewerb              | Vorlauf / Vorkampf | Vorlauf / Vorkampf | Halbfinale   | Halbfinale | Finale             | Finale |
| Athleten                                | Wettbewerb              | Zeit / Weite       | Rang               | Zeit / Weite | Rang       | Zeit / Weite       | Rang   |
| --------------------------------------- | ----------------------- | ------------------ | ------------------ | ------------ | ---------- | ------------------ | ------ |
| Niels Stein                             | 100 m T35               | –                  | –                  | 13,65 s      | 3          | 13,68 s            | 6      |
| Léon Schäfer                            | 100 m T42               | 12,86 s            | 5                  | –            | –          | nicht qualifiziert | 9      |
| Heinrich Popow                          | 100 m T42               | –                  | –                  | 12,31 m CR   | 1          | 12,68 s            |        |
| David Behre                             | 100 m T43               | –                  | –                  | –            | –          | 11,96 s            | 5      |
| Niels Stein                             | 200 m T35               | –                  | –                  | 28,64 s      | 4          | 28,15 s            | 7 SB   |
| Heinrich Popow                          | 200 m T42               | 2                  | –                  | –            | 26,13 s    | 26,02 s            |        |
| David Behre                             | 200 m T43               | –                  | –                  | –            | –          | 23,45 s            |        |
| Thomas Ulbricht Guide: Tobias Schneider | 400 m T12               | –                  | –                  | 50,65 s PB   | 2          | 50,61 s PB         |        |
| David Behre                             | 400 m T44               | –                  | –                  | 52,55 s      | 1          | 52,57 s            | 4      |
| Stefan Strobel                          | 100 m Rennrollstuhl T51 | –                  | –                  | –            | –          | 26,65 s            | 7      |
| Marc Schuh                              | 100 m Rennrollstuhl T54 | –                  | –                  | 14,39 s SB   | 4          | 14,70 s            |        |
| Stefan Strobel                          | 200 m Rennrollstuhl T51 | –                  | –                  | –            | –          | 47,32 s            | 6      |
| Marc Schuh                              | 200 m Rennrollstuhl T54 | –                  | –                  | 25,23 s SB   | 1          | 25,68 s            | 4      |
| Marc Schuh                              | 400 m Rennrollstuhl T54 | –                  | –                  | 48,47 s SB   | 3          | 47,52 s SB         |        |
| Marc Lembeck                            | Hochsprung T13          | –                  | –                  | –            | –          | 1,65 m             | 8      |
| Sebastian Vogt                          | Weitsprung T20          | –                  | –                  | –            | –          | 6,01 m             | 12     |
| Heinrich Popow                          | Weitsprung T42          | –                  | –                  | –            | –          | 5,96 m             |        |
| Markus Rehm                             | Weitsprung T44          | –                  | –                  | –            | –          | 7,95 m             |        |
| Sebastian Dietz                         | Kugelstoßen F36         | –                  | –                  | –            | –          | 13,17 m PB         |        |
| Mathias Mester                          | Kugelstoßen F41         | –                  | –                  | –            | –          | 11,07 m            | 4      |
| Frank Tinnemeier                        | Kugelstoßen F42         | –                  | –                  | –            | –          | 13,93 m PB         |        |
| Mathias Schulze                         | Kugelstoßen F46         | –                  | –                  | –            | –          | 14,65 m            |        |
| Sebastian Dietz                         | Diskuswurf F35/36       | –                  | –                  | –            | –          | 42,18 m            |        |
| Mathias Schulze                         | Diskuswurf F46          | –                  | –                  | –            | –          | 43,33 m PB         | 5      |
| Ali Ghardooni                           | Diskuswurf F57/58       | –                  | –                  | –            | –          | NM                 | –      |
| Mathias Mester                          | Speerwurf F41           | –                  | –                  | –            | –          | 41,26 m PB         |        |